# Calytrix eneabbensis
Calytrix eneabbensis är en myrtenväxtart som beskrevs av Lyndley Alan Craven. Calytrix eneabbensis ingår i släktet Calytrix och familjen myrtenväxter. Inga underarter finns listade i Catalogue of Life.